# Alice Ader
Alice Ader   (París, 1945) és una pianista francesa.

## Biografia
Biografia 
Alice Ader va estudiar al Conservatori Nacional de Música de París amb Geneviève Dehelly, primer a la classe de Lucette Descaves i Jacques Février, de música de cambra. Va obtenir la seva medalla el 1963. Va actuar per primera vegada en solitari a la Salle Gaveau, als quinze anys.
Després de la seva medalla al Concurs Internacional Marguerite Long el 1967, va continuar la seva formació durant tres anys a Àustria, a l'"Akademie für Musik und Kunst Wien Darstellende" fins al 1970, amb Bruno Seidlhofer.
És ajudant de la classe d'acompanyament del lied de Paul von Schilawsky a Salzburg. També acompanya la soprano Gerda Hartman.
El 1986 va enregistrar un dels seus primers discos en solitari, dedicat a Vals i Ländler de Franz Schubert. A l'any següent, Alice gravava la completa Vingt Regards sur l'Enfant-Jésus d'Olivier Messiaen. El 1994 va fundar l'"Ader Ensemble" dedicat a la música de cambra. Ha actuat tant en recital o amb orquestra al "Théâtre des Champs-Élysées", al "Châtelet", a la "Salle Gaveau" (1960), al Festival de Montpeller, al Midem de Cannes, al "Wiener Konzerthaus", al Mozarteum de Salzburg (1964), al Wigmore Hall de Londres i al "St. Louis Theatre" de Lisboa.
Alice Ader ha estat solista de televisió i ràdio, sobretot a Radio France, la BBC, l'alemanya Südwestfunk i Radio Lisbon.

## Creacions
- Philippe Hersant, Trio: variations on the Sonnerie de Sainte-Geneviève-du-Mont by Marin Marais (Radio France, 11 de desembre de 1998), Conjunt Ader.[3]
- Gérard Pesson, quadern de Butterfly (2000) Ensemble Ader
- Olivier Greif, Ich ruf zu dir (2000), sextet per a piano, clarinet i quartet de corda. 13 de febrer del 2000, Casa de Ràdio-França.
- Philippe Hersant, Concert Streams (2002)
- Olivier Penard, The others death, per a baríton i piano, Abbaye de la Prée (2011)

## Homenatge i distinció
- Cavaller de la Legió d'Honor Signet de la Legió d'Honor (decret de 27 de març de 2016).[4]

## Articles
- Éric Taver, "(Auto) Retrat: Alice Ader, ascetisme i plaer", Repertori, París, n. 144, Març del 2001, pàg. 22/23 (ISSN 1148-6244)
- Stéphan Vincent-Lancrin, "Entrevista: Alice Ader i Debussy, Alícia al país de les meravelles", Clàssica, La Varenne St Hilaire, n. 30,2001, pàg. 38/40 (ISSN 1298-7875, OCLC 56137683)